# Saturia
Saturia è un sottodistretto (upazila) del Bangladesh situato nel distretto di Manikganj, divisione di Dacca. Si estende su una superficie di 140,12 km² e conta una popolazione di 140.215 abitanti (dato censimento 1991).